# いわさきちひろ 〜27歳の旅立ち〜
『いわさきちひろ 〜27歳の旅立ち〜』（いわさきちひろ にじゅうななさいのたびだち）は2012年7月14日公開の日本映画。絵本作家いわさきちひろを描いた初のドキュメンタリー映画である。
監督・編集を務めたのは、元NHKプロデューサーで『ビューティフル アイランズ』などの作品でも知られる海南友子。映画監督・財団法人いわさきちひろ記念事業団理事長の山田洋次もエグゼクティブプロデューサーとして参加。

## あらすじ
黒柳徹子のベストセラー『窓ぎわのトットちゃん』の挿絵でも知られ、死後もなお世代を越えて愛され続けている絵本作家いわさきちひろ。子どもの心の内面を描き続けた55年の生涯は波乱の連続であった。前夫との死別、戦争、病との戦い。27歳で画家として身を立てる決意をしてからその死まで、知人、関係者らの証言を基にその人生を追う。

## キャスト

### 声の出演
- いわさきちひろ - 檀れい
- 松本善明 - 田中哲司
- ナレーション - 加賀美幸子

### 主な出演
- 黒柳徹子
- 高畑勲
- 松本善明
- 松本猛
- 中原ひとみ
- 鳥越信
- 早乙女勝元
- 田島征三